# Giải vô địch bóng đá trong nhà Đông Nam Á 2009
Giải vô địch bóng đá trong nhà Đông Nam Á 2009 (AFF Futsal Championship 2009) là lần tổ chức thứ sáu của Giải vô địch bóng đá trong nhà Đông Nam Á. Giải diễn ra tại Thành phố Hồ Chí Minh, Việt Nam từ ngày 8 tháng 6 đến ngày 14 tháng 6 năm 2009.

## Địa điểm
- Tất cả các trận đấu diễn ra tại nhà thi đấu Phú Thọ, Thành phố Hồ Chí Minh, Việt Nam

## Vòng bảng
|  | Đội bóng đi tiếp vào vòng trong |  | Đội bóng bị loại ở vòng bảng |

Tất cả thời gian là giờ địa phương tại nơi diễn ra trận đấu.

### Bảng A
| Đội tuyển | số trận | thắng | hoà | thua | bàn thắng | bàn thua | điểm |
| --------- | ------- | ----- | --- | ---- | --------- | -------- | ---- |
| Thái Lan  | 3       | 3     | 0   | 0    | 26        | 11       | 9    |
| Indonesia | 3       | 2     | 0   | 1    | 15        | 10       | 6    |
| Malaysia  | 3       | 1     | 0   | 2    | 8         | 14       | 3    |
| Myanmar   | 3       | 0     | 0   | 3    | 10        | 24       | 0    |

|  | v |  |
|  | - |  |
|  |   |  |

|  | v |  |
|  | - |  |
|  |   |  |

|  | v |  |
|  | - |  |
|  |   |  |

|  | v |  |
|  | - |  |
|  |   |  |

|  | v |  |
|  | - |  |
|  |   |  |

|  | v |  |
|  | - |  |
|  |   |  |

### Bảng B
| Đội tuyển   | số trận | thắng   | hoà     | thua    | bàn thắng | bàn thua | điểm    |         |
| ----------- | ------- | ------- | ------- | ------- | --------- | -------- | ------- | ------- |
| Việt Nam    | 2       | 2       | 0       | 0       | 24        | 1        | 6       |         |
| Philippines | 2       | 1       | 0       | 1       | 10        | 5        | 3       |         |
| Đông Timor  | 2       | 0       | 0       | 2       | 3         | 31       | 0       |         |
| Brunei      | Rút lui | Rút lui | Rút lui | Rút lui | Rút lui   | Rút lui  | Rút lui | Rút lui |

|  | v |  |
|  | - |  |
|  |   |  |

|  | v |  |
|  | - |  |
|  |   |  |

|  | v |  |
|  | - |  |
|  |   |  |

## Đấu loại trực tiếp

### Tóm tắt
|  | Bán kết     | Bán kết  |               |      | Chung kết | Chung kết |
|  |             |          |               |      |           |           |
|  | 12 tháng 6  |          |               |      |           |           |
|  |             |          |               |      |           |           |
|  | Thái Lan    | 8        |               |      |           |           |
|  | Thái Lan    | 8        | 14 tháng 6    |      |           |           |
|  | Philippines | 2        |               |      |           |           |
|  | Philippines | 2        | Thái Lan      | 4    |           |           |
|  | 12 tháng 6  |          | Thái Lan      | 4    |           |           |
|  |             | Việt Nam | 1             |      |           |           |
|  | Việt Nam    | Việt Nam | 1             | 3(8) |           |           |
|  | Việt Nam    |          |               | 3(8) |           |           |
|  | Indonesia   | 3(7)     |               |      |           |           |
|  | Indonesia   | 3(7)     | Tranh hạng ba |      |           |           |
|  |             |          |               |      |           |           |
|  | 14 tháng 6  |          |               |      |           |           |
|  |             |          |               |      |           |           |
|  | Philippines | 3        |               |      |           |           |
|  | Philippines | 3        |               |      |           |           |
|  | Indonesia   | 4        |               |      |           |           |

### Bán kết
|  | v |  |
|  | - |  |
|  |   |  |

| Việt Nam          | 3–3 | Indonesia |
| ----------------- | --- | --------- |
|                   |     |           |
| Loạt sút luân lưu |     |           |
|                   | 8-7 |           |

| |     | Luân lưu 11m                                                                     |  |
| Nguyễn Bảo Quân · Nguyễn Quốc Bình · Nguyễn Hoàng Giang · Huỳnh Đông Kha · Ngô Anh Dũng · Trương Quốc Tuấn · Phạm Minh Giang · Hà Bảo Minh · Nguyễn Trọng Thiện · Đặng Phước Anh | 8–7 | Sayan · Alfiansyah · Maulana · Beny · Denny · Afif · Topas · Amril · Indra · Yos |  |

### Tranh hạng ba
|  | v |  |
|  | - |  |
|  |   |  |

### Chung kết
|  | v |  |
|  | - |  |
|  |   |  |

## Đội vô địch
| Vô địch giải bóng đá trong nhà Đông Nam Á 2009 Thái Lan Lần thứ sáu |

## Các giải thưởng
- Giải fairplay: Indonesia
- Cầu thủ xuất sắc nhất:  Keattiyot Chalaemkhet
- Thủ môn xuất sắc nhất:  Đặng Phước Anh
- Vua phá lưới:  Sayan Karmadi(10 bàn)